# جاكوبو دي لا سيرنا
جاكوبو دي لا سيرنا (بالإنجليزية: Jacobo de la Serna)‏ هو مفكر وفنان ورسام أمريكي، ولد في 1965 في إسبانيولا في الولايات المتحدة.